# Anne Hathaway
Anne Jacqueline Hathaway (n. 12 noiembrie 1982), este o actriță americană. Rolul care a consacrat-o a fost Mia Thermopolis din The Princess Diaries (2001). Debutul și l-a făcut pe scena de teatru, iar în anul 1999 a apărut în serialul de televiziune Get Real. Ulterior, când s-a făcut cea de-a doua parte a filmului The Princess Diaries , tot cu ea în rolul principal, a mai filmat și la Ella Enchanted, ambele pelicule în anul 2004. A mai jucat în Brokeback Mountain, The Devil Wears Prada (2006) și Becoming Jane (2007). Potrivit revistei People, Anne Hathaway a avut cea mai spectaculoasă ascensiune (în 2001) , iar în 2006 a apărut pe lista celor mai frumoase 50 femei din lume.

## Biografie
S-a născut în Brooklyn, New York. Tatăl său este avocat, Gerald Thomas Hathaway, iar mama sa actriță. Tocmai de aceea Anne i-a urmat exemplul. Mai are doi frați, Michael și Thomas. Are rădăcini irlandeze, germane și franceze.
A fost crescută într-o mentalitate pur catolică, cu importante și solide principii de viață. Tocmai de aceea a vrut în copilărie să se călugărească.  A renunțat mai târziu când a aflat că fratele său este homosexual, pentru că s-a convins că nu poate crede cu tărie într-o religie care îi condamnă orientarea sexuală a fratelui său.
A învățat la școala Brooklyn Heights Montessori. Mai târziu a reușit să intre la liceul Millburn, unde făcea parte din trupa de teatru. Mai mult, a fost și premiată pentru aceste prestații. A făcut parte din corul Carnegie Hall, iar la trei zile după spectacolul său a fost distribuită în serialul Get Real, de la vârsta de 16 ani. Îi place mai mult teatrul decât filmul, iar stilul său actoricesc a fost adesea comparat cu cel al lui Judy Garland și Audrey Hepburn. Idolul său este Meryl Streep.
În 2013 a reușit performanța de a câștiga Globul de Aur, Bafta și Oscarul pentru cea mai bună actriță într-un rol secundar, pentru rolul Fantime din filmul Mizerabilii. Ro,Gl,800516,A2,23.+400757698428.

## Filmografie
| An   | Titlu                                      | Rol                    | Note                            |
| ---- | ------------------------------------------ | ---------------------- | ------------------------------- |
| 2001 | The Princess Diaries                       | Mia Thermopolis        |                                 |
| 2001 | The Other Side of Heaven                   | Jean Sabin             |                                 |
| 2002 | The Cat Returns                            | Haru Yoshioka          | Voce (for English version only) |
| 2002 | Nicholas Nickleby                          | Madeline Bray          |                                 |
| 2004 | Ella Enchanted                             | Ella of Frell          |                                 |
| 2004 | The Princess Diaries 2: Royal Engagement   | Mia Thermopolis        |                                 |
| 2005 | Hoodwinked!                                | Red Puckett            | Voce                            |
| 2005 | Havoc                                      | Allison Lang           | Direct-to-video (US)            |
| 2005 | Brokeback Mountain                         | Lureen Newsome Twist   |                                 |
| 2006 | The Devil Wears Prada                      | Andrea Sachs           |                                 |
| 2007 | Becoming Jane                              | Jane Austen            |                                 |
| 2008 | Get Smart                                  | Agent 99               |                                 |
| 2008 | Get Smart's Bruce and Lloyd Out of Control | Agent 99               | Cameo                           |
| 2008 | Passengers                                 | Claire Summers         |                                 |
| 2008 | Rachel Getting Married                     | Kym Buchman            |                                 |
| 2009 | Bride Wars                                 | Emma Allen             |                                 |
| 2010 | Valentine's Day                            | Elizabeth Curran       |                                 |
| 2010 | Alice in Wonderland                        | White Queen            |                                 |
| 2010 | Love & Other Drugs                         | Maggie Murdock         |                                 |
| 2011 | Rio                                        | Jewel                  | Voce                            |
| 2011 | One Day                                    | Emma Morley            |                                 |
| 2012 | The Dark Knight Rises                      | Selina Kyle (Catwoman) |                                 |
| 2012 | Les Misérables                             | Fantine                |                                 |
| 2013 | Don Jon                                    | Movie star             | Cameo                           |
| 2014 | Song One                                   | Franny                 |                                 |
| 2014 | Rio 2                                      | Jewel                  | Voce                            |
| 2014 | Interstellar                               | Brand                  |                                 |
| 2014 | Don Peyote                                 | Dream Agent            |                                 |
| 2015 | The Intern                                 |                        | Filmare                         |

| An        | Titlu                      | Rol                       | Note                                                                               |
| --------- | -------------------------- | ------------------------- | ---------------------------------------------------------------------------------- |
| 1999–2000 | Get Real                   | Meghan Green              | 22 episoade                                                                        |
| 2007      | Elmo's Christmas Countdown | Ea însăși                 |                                                                                    |
| 2008      | Saturday Night Live        | Host (Ea însăși)          | Sezonul 34, Episodul 4: "Anne Hathaway/The Killers"                                |
| 2009      | The Simpsons               | Jenny                     | Sezonul 20, Episodul 17: "The Good, the Sad and the Drugly"                        |
| 2010      | The Simpsons               | Princess Penelope         | Sezonul 21, Episodul 10: "Once Upon a Time in Springfield"                         |
| 2010      | Saturday Night Live        | Host (Ea însăși)          | Sezonul 36, Episodul 7: "Anne Hathaway/Florence and the Machine"                   |
| 2010      | Family Guy                 | Mother Maggie / Ea însăși | Sezonul 8, Episodul 13: "Go Stewie Go" / Sezonul 8, Episodul 16: "April in Quahog" |
| 2011      | Academy Awards             | Co-Host (Ea însăși)       | TV special                                                                         |
| 2011      | Family Guy                 | Hot Blonde                | Sezonul 9, Episodul 21: "It's a Trap!"                                             |
| 2012      | The Simpsons               | Jenny                     | Sezonul 24, Episodul 1: "Moonshine River"                                          |
| 2012      | Saturday Night Live        | Gazda (Ea însăși)         | Sezonul 38, Episodul 7: "Anne Hathaway/Rihanna"                                    |

| An   | Titlu         | Rol   | Note                                        |
| ---- | ------------- | ----- | ------------------------------------------- |
| 2009 | Twelfth Night | Viola | Delacorte Theater (June 25 – 12 iulie 2009) |

## Discografie
| Titlu               | An   | Poziții în topuri | Poziții în topuri | Poziții în topuri | Poziții în topuri | Poziții în topuri | Album                                                         |
| Titlu               | An   | CAN               | ESP               | IRL               | UK                | US                | Album                                                         |
| ------------------- | ---- | ----------------- | ----------------- | ----------------- | ----------------- | ----------------- | ------------------------------------------------------------- |
| "I Dreamed a Dream" | 2012 | 77                | 21                | 26                | 22                | 69                | Les Misérables: Highlights from the Motion Picture Soundtrack |

Apariții ca oaspete
| Cântec                                  | An   | Artist                                                                                                  | Album                                                         |
| --------------------------------------- | ---- | --- | ------------------------------------------------------------- |
| "Don't Go Breakin' My Heart"            | 2004 | Jesse McCartney & Anne Hathaway                                                                         | Ella Enchanted (soundtrack)                                   |
| "You Make Me Feel Like Dancing (Remix)" | 2004 | Anne Hathaway                                                                                           | Ella Enchanted (soundtrack)                                   |
| "Somebody to Love"                      | 2004 | Anne Hathaway                                                                                           | Ella Enchanted (soundtrack)                                   |
| "Great Big World"                       | 2005 | Anne Hathaway                                                                                           | Hoodwinked (Original Motion Picture Soundtrack)               |
| "Take, O Take Those Lips Away"          | 2009 | Anne Hathaway & Illyrian Marching Band                                                                  | Twelfth Night                                                 |
| "Full Phathom Five"                     | 2009 | Anne Hathaway, Hem & Audra McDonald                                                                     | Twelfth Night                                                 |
| "Come Away Death"                       | 2009 | Anne Hathaway, David Pittu, Raúl Esparza & Illyrian Marching Band                                       | Twelfth Night                                                 |
| "Real in Rio"                           | 2011 | Anne Hathaway, Jesse Eisenberg, Jamie Foxx, George Lopez, will.i.am, and The Rio Singers with Hollywood | Rio (film)                                                    |
| "Hot Wings (I Wanna Party)"             | 2011 | Anne Hathaway, will.i.am, Jamie Foxx                                                                    | Rio (film)                                                    |
| "At the End of the Day"                 | 2012 | Hugh Jackman, Anne Hathaway, Foreman, Factory Girls & Cast                                              | Les Misérables: Highlights from the Motion Picture Soundtrack |
| "I Dreamed a Dream"                     | 2012 | Anne Hathaway                                                                                           | Les Misérables: Highlights from the Motion Picture Soundtrack |
| "Epilogue"                              | 2012 | Amanda Seyfried, Anne Hathaway, Colm Wilkinson, Eddie Redmayne, Hugh Jackman                            | Les Misérables: Highlights from the Motion Picture Soundtrack |
| "What is Love"                          | 2014 | Janelle Monae, Jamie Foxx, Anne Hathaway, Jesse Eisenberg                                               | Rio 2                                                         |
| "Don't Go Away"                         | 2014 | Anne Hathaway and Flavia Maia                                                                           | Rio 2                                                         |